# Gustavo Ferrín
Gustavo Ferrín (Montevideo, 1 de maio de 1959) é um treinador uruguaio.

## Carreira
Ferrin comandou a Seleção Angolana de Futebol no Campeonato Africano das Nações de 2013.